# 윤경영
윤경영(1980년 8월 12일 ~ )은 한화 이글스의 전 야구 선수다. 개명 전 이름은 윤경희다. 현재 대전도시공사의 선수 겸 감독을 맡고 있다.

## 출신 학교
- 대전고등학교
- 동의대학교

## 등번호
- 45 (2004)
- 19 (2008~2009)
- 1 (2010)

## 같이 보기
- 2010년 한화 이글스 시즌